# پلاس پلاس (کانال تلویزیونی)
پلاس پلاس (به اوکراینی: ПЛЮСПЛЮС، انگلیسی: PLUSPLUS) یک کانال تلویزیونی پخش آزاد در اوکراین است که بخشی از گروه رسانه ای ۱ + ۱ است. طبق گفته‌های این گروه، هنگامی که کل خانواده در مقابل تلویزیون جمع می‌شوند، پلاس پلاس یک کانال خانوادگی مناسب مشاهده مشترک توسط والدین و فرزندان است.